# Fort Saskatchewan
Fort Saskatchewan è una città di 24.149 abitanti (censimento del 2016) situata a 25 chilometri (16 miglia) a nord-est del centro di Edmonton, Alberta, Canada.

## Storia
Nel 1875, sotto il comando dell'ispettore W.D. Jarvis, la North West Mounted Police ha stabilito Fort Saskatchewan come una fortezza sul fiume Saskatchewan. La fortezza fu poi incorporata come un villaggio nel 1899, un paese nel 1904 e una città nel 1985.

## Società

### Evoluzione demografica
Nel 2006, Fort Saskatchewan aveva una popolazione di 14.957 abitanti, residenti in 5.825 abitazioni (un aumento del 14,0% dal 2001). La città ha una superficie di 48,12 km² (18,6 mi²) ed aveva dunque una densità di popolazione di 310,8 ab./km² (805 ab./mi²).

## Economia
Le industrie principali di Fort Saskatchewan sono l'agricoltura e l'industria pesante. Fort Saskatchewan fa parte dell'Alberta's Industrial Heartland, la più grande area industriale ad ovest di Toronto. Le compagnie competenti nel settore comprendono Dow Chemical, Sherritt International, Agrium, Shell Canada e Westaim. Queste aziende sono i principali datori di lavoro per i residenti di Fort Saskatchewan e zona circostante.

### Servizi
Fort Saskatchewan è una comunità in piena espansione che offre molti servizi ai suoi residenti. Ha due scuole superiori, quattro scuole medie, e sette scuole elementari. Ha anche una grande piscina coperta con un hot-tub, sauna, oltre 35 chilometri (22 miglia) di piste ciclabili pavimentate, tre arene di hockey su ghiaccio al chiuso, un museo e numerosi parchi. Recentemente aperto, il Dow Centennial Centre, un centro di polifunzionale, con un auditorium da 500 posti, un campo da calcio al coperto, una pista di pattinaggio e una struttura per il fitness.
L'Elk Island National Park è situato immediatamente a sud-est dalla città.

## Sport
Fort Saskatchewan è sede del Fort Saskatchewan Athletics of the Sunburst Baseball League. L'ex collegio e giocatori di baseball professionisti compongono il nucleo del club di baseball. I Fort Saskatchewan Traders sono stati a lungo una parte della città, anche se dopo la stagione 2006-2007, il team si è trasferito a Saint Albert e la squadra è stata rinominata "The St. Albert Steel".